# Goguryeo
Goguryeo ili Koguryŏ (hangul: 고구려; hanja: 高句麗, 高句驪; korejski izgovor: koɡuɾjʌ) je bilo staro korejsko kraljevstvo smješteno u sjevernom i centralnom dijelu današnjeg Korejskog poluotoka, južnoj Mandžuriji i južnim dijelovima Primorskog kraja na ruskom Dalekom Istoku.
Zajedno s kraljevstvima Baekje i Sila, Goguryeo je tvorio Tri kraljevstva Koreje. Goguryeo je bitno sudjelovao u borbi za nadzor nad Korejskom polutokom te imao razvijene odnose sa susjednom Kinom i Japanom.
Samguk Sagi, tekst iz 12. stoljeća sugerira kako je 37. pr. Kr. Goguryeo osnovao Jumonga, kraljević države Buyeo. Arheološki dokazi i druge naznake, pak, upućuju da je kultura Goguryeo postojala od 2. stoljeća pr. Kr. odnosno od vremena pada Gojoseona, ranijeg kraljevstva koje je vladalo južnom Mandžurijom i sjevernom Korejom.
Goguryeo je bila regionalna sila Sjeveroistočne Azije sve dok je 668. nije porazio savez kraljevstva Sila i kineske dinastije Tang. Njezin teritorij su poslije podijelili Tang Kina, Sila i Balhae.
Riječ "Koreja" dolazi od riječi "Goryeo", koja je ispočetka označavala Goguryeo.

## Vladari
- Jangsu od Goguryeoa

## Poveznice
- Spomenici drevnog kraljevstva Koguryo - UNESCO-ova svjetska baština u Kini
- Kompleks Koguryo grobnica - UNESCO-ova svjetska baština u Sjevernoj Koreji

## Vanjske poveznice
- (eng.) Encyclopaedia Britannica
- (eng.) Encarta(  Arhivirana inačica izvorne stranice od 2. travnja 2009. (Wayback Machine) 2009-10-31)
- (eng.) Columbia Encyclopedia